# IC 5021
IC 5021 هو اصطدام مجري، يقع في كوكبة الهندي.

## روابط خارجية
- IC 5021 على موقع ويكي سكاي: DSS2, SDSS, GALEX, IRAS, Hydrogen α, X-Ray, Astrophoto, Sky Map, Articles and images